# Milan Gurović
Milan Gurovic (Novi Sad, Iugoslàvia, 17 juny de 1976) és un exjugador de bàsquet de serbi. Gaudeix al seu torn de la nacionalitat grega, país on se'l coneix amb el nom de Milan Malatras.

## Carrera esportiva
Es va formar com a jugador a les files del KK NAP Novi Sad de la seva ciutat natal. Als 18 anys va emigrar a la veïna Grècia fugint de la Guerra dels Balcans, on per poder jugar sense ocupar plaça d'estranger va obtenir la nacionalitat grega. El seu primer equip a Grècia va ser el Peristeri BC, equip en el qual va romandre des de 1994 fins a 1998. Els 17,2 punts per partit que va fer de mitjana en la seva última temporada van propiciar que diversos dels equips més importants d'Europa s'interessessin en ell per fer-se amb seus serveis.
Finalment va ser el FC Barcelona el que va aconseguir convèncer el jugador, i després de pagar 500 milions de pessetes al Peristeri pel traspàs, en el qual es convertia automàticament en el fitxatge més car de la història del bàsquet a Espanya, va cobrir el buit que deixava a la plantilla l'argentí Marcelo Nicola. Amb el Barça, Gurovic va aconseguir fer-se amb una lliga ACB i una Copa Korac. En l'estiu de l'any 2000 torna a Grècia, on fitxa per l'AEK Atenes, on tan sols juga 5 partits de lliga i 4 d'Eurolliga. Al desembre d'aquest mateix any és traspassat al Pallacanestro Trieste d'Itàlia on juga fins a final de la temporada 2000/01. El mes de setembre de 2001 es proclama campió d'Europa amb la selecció de Sèrbia en l'Eurobasket de Turquia.
Després d'aquest èxit, Gurovic fitxa abans de l'inici de la temporada 2001-02 per l'Unicaja Màlaga, que en aquells temps era entrenat pel seu compatriota Bozidar Maljkovic, aspecte que segons el mateix jugador va ser una de les claus per finalment decidir-se pel conjunt andalús. En la seva primera temporada a Màlaga, va desenvolupar un joc espectacular contribuint enormement a que el seu equip arribés fins a la final de la lliga ACB, que perdrien davant el TAU Ceràmica. Gurovic a més va ser designat com a MVP de l'All-Star de la lliga espanyola, que es va celebrar a Valladolid. Aquell estiu es va proclamar amb la seva selecció campió del Món en el torneig celebrat a Indianàpolis, i que va suposar la fi de la supremacia dels conjunts formats per professionals NBA dels Estats Units que per primera vegada queien derrotats en un torneig internacional.
Abans de començar la temporada 2002-03, el jugador va signar per una temporada amb el TAU Ceràmica de la ciutat basca de Vitòria, que en aquells temps estava dirigit pel montenegrí Dusko Ivanovic. No obstant això Gurovic no es va presentar en la data acordada a iniciar els entrenaments amb el conjunt basc. Els rumors van començar a succeir-se en el sentit que el jugador havia arribat a un acord amb el conjunt del Vojvodina Srbijagas que finalment van acabar confirmant. El TAU va acudir a la FIBA per defensar els seus drets i aquest organisme va decretar que per poder sortir del conjunt vitorià, Gurovic havia de pagar una indemnització de 120.000 euros al TAU. Després de la compra de la seva llibertat, Gurovic va fer una gran temporada a les files del Vojvodina, en el qual va fer una mitjana de més de 20 punts per partit a la YUBA iugoslava.
Els seus bons números el van portar a comprometre amb l'Unics Kazan de Rússia, que li va oferir un altíssim contracte en termes econòmics. No obstant això, igual que havia ocorregut un any abans amb el TAU Ceràmica, poc abans de començar la competició va abandonar al seu equip al·legant raons familiars. Va tornar llavors a Sèrbia on va fitxar pel Partizan de Belgrad. Després de 12 partits va tenir una greu lesió que el va obligar a operar-se i que suposava en principi el seu adéu definitiu al que restava de temporada. No obstant això, la recuperació va ser millor del previst i l'aler va acabar acceptant una oferta del DKV Joventut de Badalona per jugar en l'equip verd-i-negre en el tram final de la temporada 2004/05 a les ordres d'Aíto García Reneses, que ja li havia tingut a les seves ordres en la seva etapa al FC Barcelona.
Després d'un estiu ple de rumors, finalment decideix tornar de nou a Belgrad per fitxar per l'Estrella Roja, màxim rival esportiu del seu anterior club, el Partizan. Aquest fitxatge va causar una enorme commoció entre els aficionats del Partizan, que entenien la marxa a l'Estrella Roja com una traïció. La tensió va arribar al seu màxim grau a l'octubre de 2006 durant la disputa del derbi entre els dos equips de Belgrad, en el qual el jugador va respondre als insults que li inferia l'afició del Partizan des de la grada, llançant una ampolla de plàstic al públic que va produir ferides lleus a un seguidor.
Al setembre de 2009 anuncia la seva retirada. En la seva última temporada com a professional va jugar al Galatasaray Cafe Crown d'Istanbul, amb el qual ha participat en la TBL turca i en la FIBA EuroCup.